# Emmanuel Lellouch
Emmanuel Lellouch (nascut l'any 1963) és un astrònom i planetòleg francès.

## Biografia
Emmanuel Lellouch treballa a l'observatori de París.
Lellouch estudia principalment les atmosferes dels planetes i els seus satèl·lits gràcies a l'espectroscòpia d'infrarojos i mil·limètrica. Va fer importants contribucions a les primeres observacions de l'atmosfera global del satèl·lit de Júpiter Io, a la mesura dels vents sobre Venus i Mart, i la detecció d'aigua en els planetes exteriors del sistema solar.
També ha estudiat les superfícies de planetes i cometes, ha estat i encara és investigador o investigador associat a experiments realitzats per diverses sondes espacials com Phobos, Galileo, ISO, Cassini, Mars Express, Rosetta, FIRST.
L'asteroide (5519) Lellouch porta el seu nom.